# Pokljuka

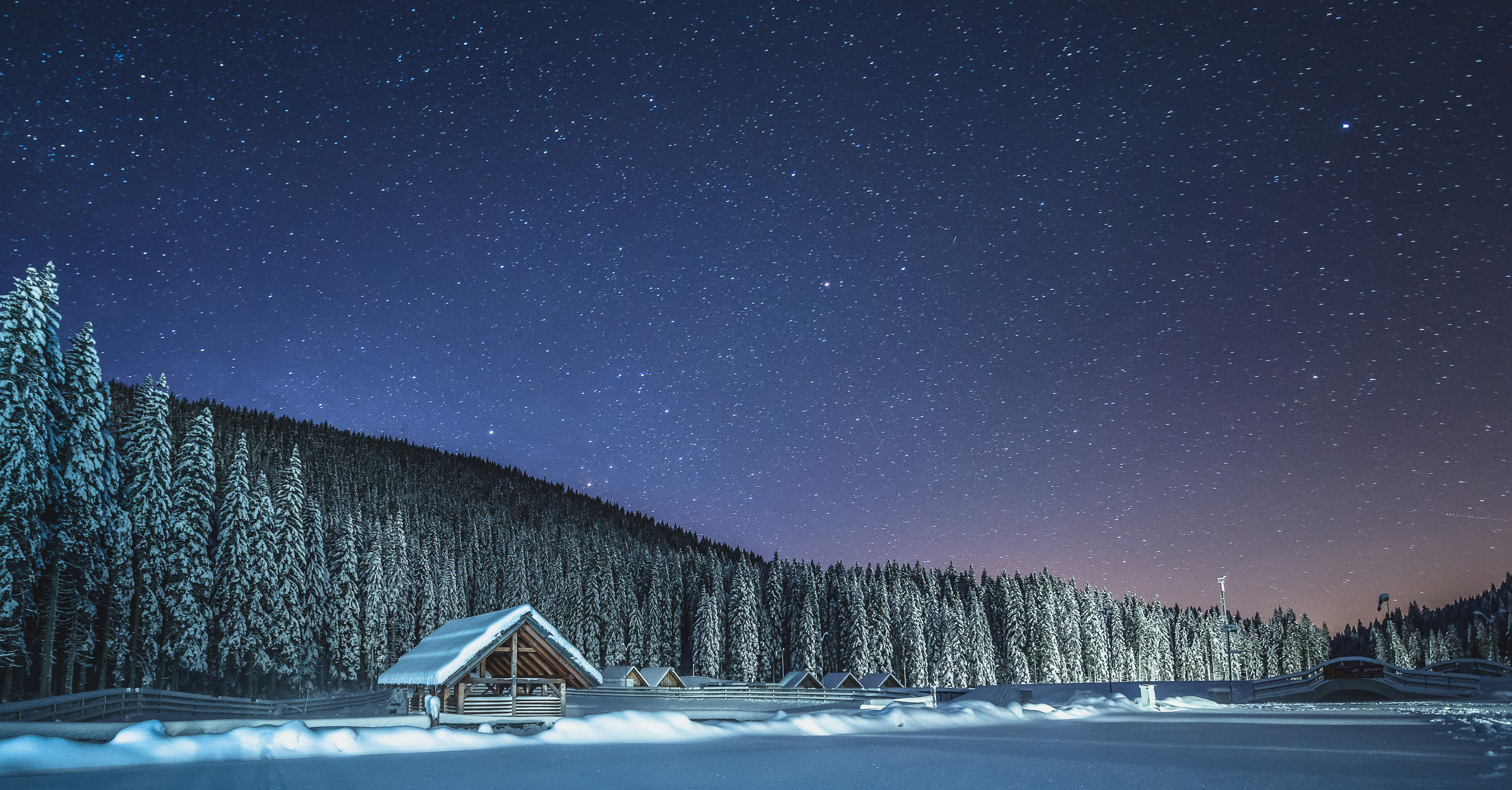

Pokljuka – płaskowyż położony w północno-zachodniej części Słowenii, w Alpach Julijskich.

## Charakterystyka
Wysokość płaskowyżu Pokljuka waha się od 1100 m n.p.m. do 1400 m n.p.m., a jego długość wynosi około 20 kilometrów. Pokryty jest lasami sosnowymi. W przeszłości na tym terenie przeważały lasy bukowe, które zostały niemal całkowicie wycięte w związku z rozwojem przemysłu w XIX wieku.

## Kurort narciarski
Na terenie płaskowyżu funkcjonuje ośrodek narciarski. Przebiega przezeń wiele szlaków turystycznych. Pokljuka to główny ośrodek biathlonowy w Słowenii. Pierwsze zawody pod egidą IBU odbyły się tu w sezonie 1991/1992 – był to zawody z cyklu pucharu Europy. Rok później zorganizowano weekend Pucharu Świata. Pierwszą imprezą rangi mistrzowskiej były Mistrzostwa Świata w 1998 r. Rozegrano tam tylko bieg pościgowy, ponieważ był to rok olimpijski, a konkurencja ta była wtedy jeszcze poza programem igrzysk. W 1999 r. Słowenia zorganizowała w Pokljuce mistrzostwa świata juniorów, a w 2001 roku mistrzostwa świata seniorów. W Pokljuce także regularnie od kilku lat odbywają się zawody zaliczane do klasyfikacji Pucharu Świata. Gospodarze obiektu promują również łuczniczą wersję tego sportu. Działania te zaowocowały zorganizowaniem w sezonie 2001/2002 mistrzostw świata w biathlonie łuczniczym.